# Alter Jüdischer Friedhof (Florenz)

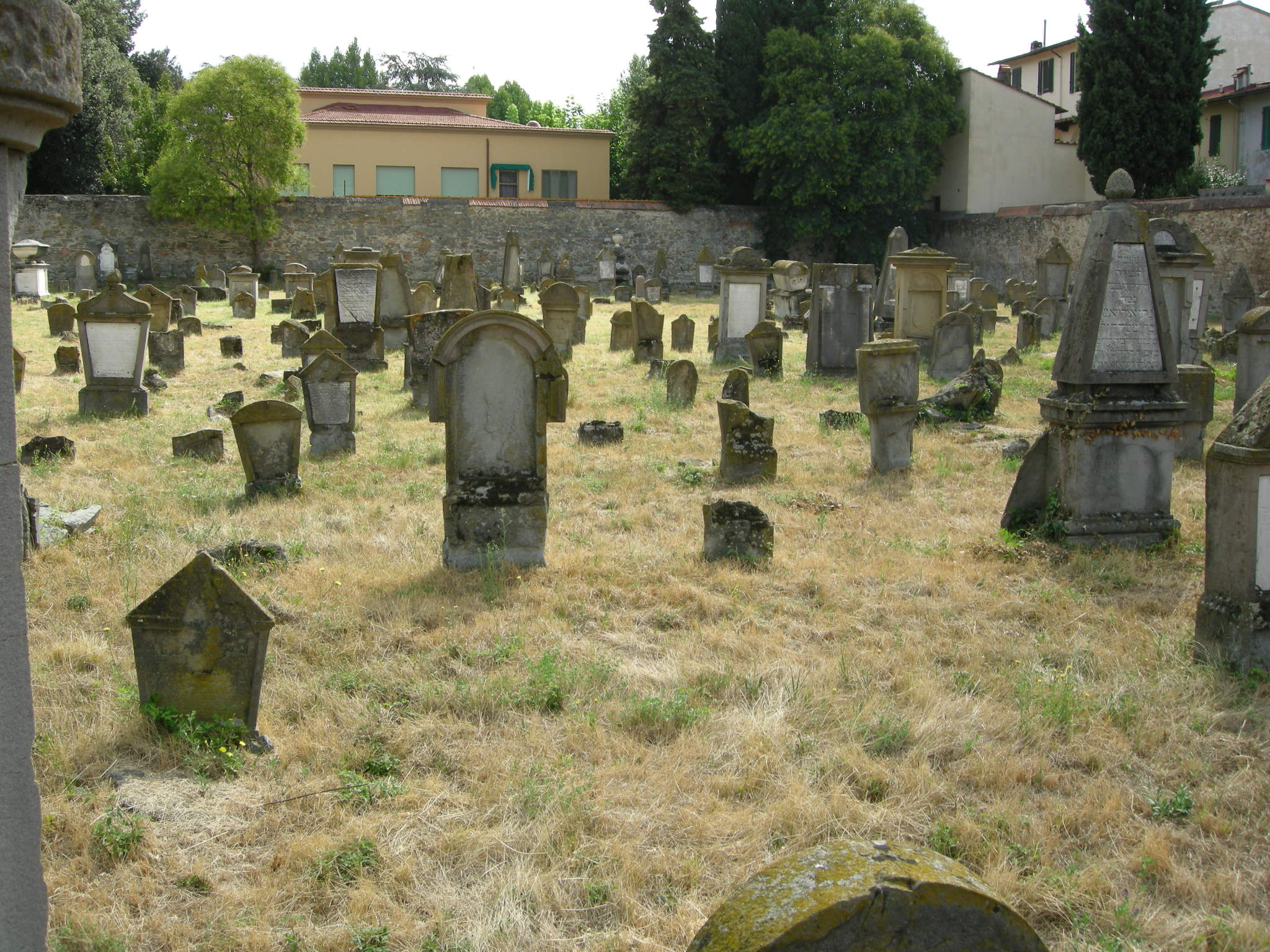
Ansicht des Friedhofs

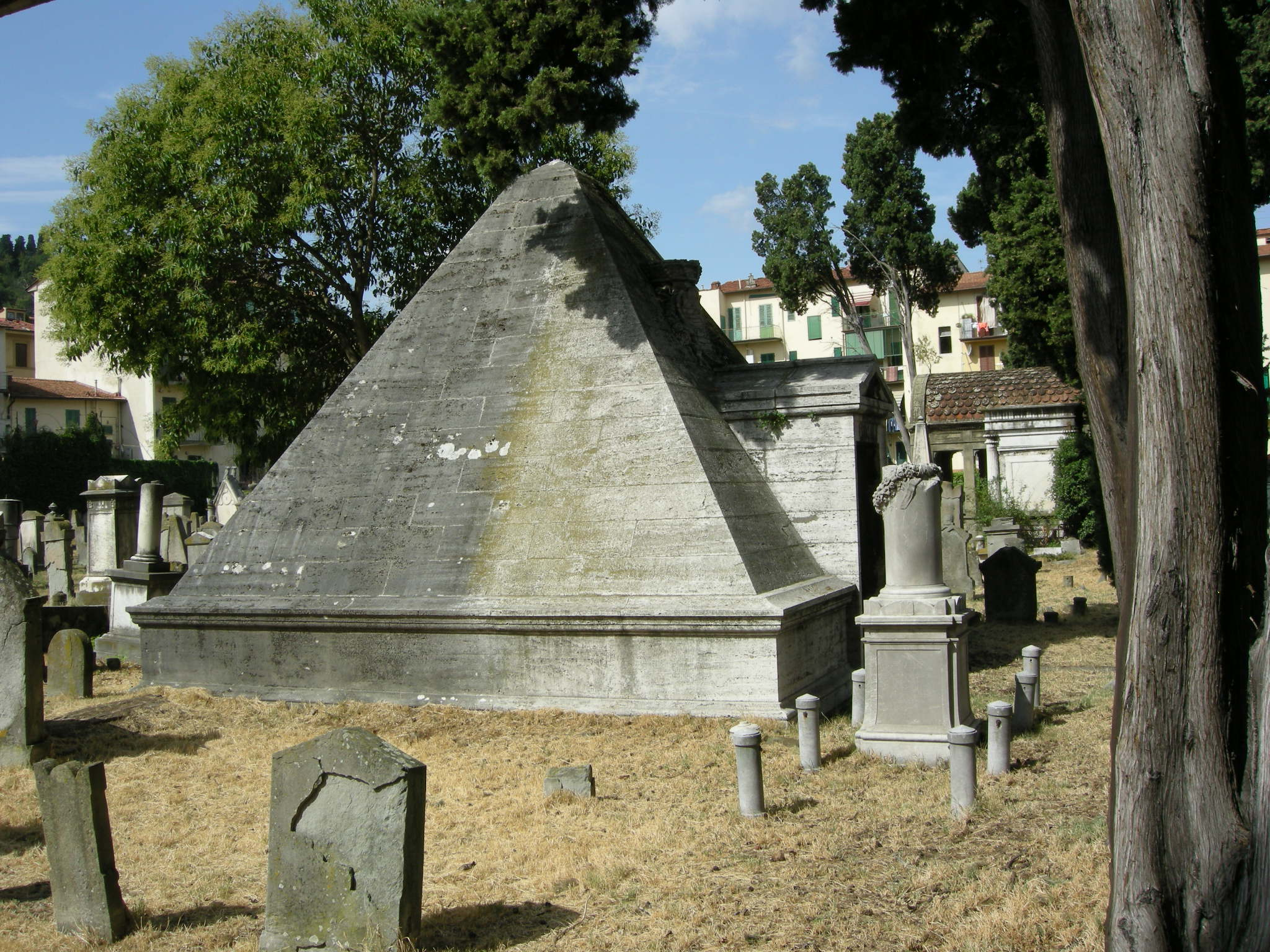
Grabstein in Pyramidenform

Der Alte Jüdische Friedhof (italienische Bezeichnung: Cimitero monumentale ebraico di Firenze) in Florenz, der Hauptstadt der italienischen Region Toskana, wurde 1777 errichtet und 1870 geschlossen. Die Bestattungen fanden nach der Schließung auf dem Neuen Friedhof statt.
Der Jüdische Friedhof befindet sich an der Viale Ludovico Ariosto. 